# Модернизм в изобразительном искусстве
Модерни́зм в изобрази́тельном иску́сстве — совокупность художественных течений, характеризующихся нарушением классических изобразительных форм, установлением нового и утверждением радикальных художественных принципов. Относится к середине XX века; иногда временные рамки расширяют с 1860-х по 1970-е годы. Затрагивает как изобразительный стиль, так и содержание искусства; его определяют как своеобразную философию и новую форму художественного мышления.
Наиболее заметными течениями в рамках классического модернизма принято считать фовизм, экспрессионизм, кубизм, футуризм, дадаизм, сюрреализм. Также к модернистским течениям относят более ранние импрессионизм и постимпрессионизм и более поздние — оп-арт, кинетическое искусство. Классический модернизм, как правило, использовал абстрактную форму, поэтому абстрактную живопись часто считают одним из наиболее характерных примеров модернизма. В то же время модернизм не ограничен абстрактными принципами и многие его канонические примеры были созданы в рамках фигуративной живописи.
Условной датой начала модернизма называют 1863 год — год открытия в Париже «Салона отверженных», куда вошли работы художников, не принятых к участию в официальном Парижском салоне. В широком смысле модернизм — «другое искусство», главной целью которого является создание произведений, основанных на внутренней свободе, особом видении мира и формирующих новый изобразительный язык, где важной составляющей становится вызов устоявшимся художественным канонам.

## История модернизма в живописи

### XIX век
В настоящий момент не существует единого мнения, какой именно момент следует считать отправной точкой современного искусства, так же как не существует чётких стилистических и хронологических границ модернизма. Несмотря на то, что принципы современной скульптуры и архитектуры складываются в конце XIX века, начало современной живописи можно отнести к более раннему времени.
Одной из условных дат возникновения современного искусства иногда называют 1863 год, когда Эдуард Мане выставил в Салоне отверженных в Париже свою картину Завтрак на траве (Le déjeuner sur l’herbe). В некоторых случаях датой начала нового искусства определяют 1855, когда Гюстав Курбе представил картину «Мастерская художника», или 1784, когда Жак-Луи Давид завершил работу над Клятвой Горациев. По словам историка-искусствоведа Х. Г. Арнасона: «Каждая из этих дат имеет значение для развития современного искусства, но ни одна категорически не обозначает нового начала… Постепенная метаморфоза произошла в течение ста лет».
Также широко распространено мнение, что основные идеи и принципы современного искусства складываются ещё в XVII веке, на заре искусства Нового времени. Концепции, которые в конечном итоге привели к формированию современного искусства, можно проследить и в рамках Эпохи Просвещения, и в XVII веке. Например, критик и теоретик современного искусства Клемент Гринберг считал Иммануила Канта «первым настоящим Модернистом». В то же время Гринберг обращал внимание на разницу художественных программ модернизма и искусства XVIII века: «Эпоху Просвещения критиковали со стороны … Модернизм критикуется изнутри».
Важным рубежом в формировании современного искусства можно считать Французскую революцию 1789 года. Она обозначила новые принципы, привела к формированию новых институций, представила новые социальные и политические реалии. Искусствовед Эрнст Гомбрих называл новое искусство «самосознанием, которое заставило людей выбирать стиль своего здания, также как человек выбирает узор своих обоев».
Идеи, связанные с принципами современного искусства, складывались в рамках романтизма, реализма и импрессионизма. Стилистические и смысловые формы классического модернизма формировались под влиянием постимпрессионизма и символизма, которые можно считать непосредственными предшественниками и частью традиции современного искусства.

### Начало XX-го века
Среди арт-движений, получивших активное развитие в первом десятилетии XX века, были фовизм, кубизм, экспрессионизм и футуризм.
В период между 1910 годом и окончанием Первой мировой войны и после расцвета кубизма в Париже возникло несколько движений. Джорджо де Кирико переехал в июле 1911 года в Париж, где присоединился к своему брату Андреа (поэт и художник, известный как Альберто Савинио). Через своего брата он познакомился с Пьером Лапрадом, членом жюри Осеннего салона, где выставлял ряд своих картин: «Загадка Оракула», «Загадка полудня» и «Автопортрет». В 1913 году он выставил свои работы в Салоне Независимых и Осеннем салоне, и его работы заметили Пабло Пикассо, Гийом Аполлинер и другие видные художники. Его неотразимые и загадочные картины считаются важным фундаментом для формирования сюрреализма. «Песня любви» (1914) — одно из самых известных произведений де Кирико и является ранним примером сюрреалистического стиля, хотя она была написана за десять лет до того, как движение было «основано» Андре Бретоном в 1924 году.
Первая мировая война положила конец этому этапу, но указала на начало ряда антихудожественных движений, таких как дадаизм, в том числе работы Марселя Дюшана и сюрреализм. Художественные арт-группы, такие как Де Стейл и Баухаус, выработали новые идеи о взаимосвязи искусства, архитектуры, дизайна и художественного образования.
Современное искусство в США начало активно развиваться после Арсенальной выставки в 1913 году и с помощью европейских художников, которые переехали в США во время Первой мировой войны.

### Послевоенные годы
Однако только после Второй мировой войны США стали новым центром художественных арт-движений. В 1950-х и 1960-х годах возникли абстрактный экспрессионизм, живопись цветового поля, концептуальное искусство группы искусство и язык, поп-арт, оптическое искусство, живопись жестких контуров, минимализм, лирическая абстракция, флуксус, хеппенинг, видео-арт, постминимализм, фотореализм и другие арт-движения. В конце 1960-х и 1970-х гг. искусство кантри, перформанс, концептуальное искусство и другие новые виды искусства привлекли внимание кураторов и критиков за счет более традиционных средств массовой информации. Широко стали распространяться большие инсталляции и перформанс.
К концу 1970-х годов, когда культурные критики заговорили о «закате живописи» (название провокационного эссе, написанного в 1981 году Дугласом Кримпом), новое медиаискусство само по себе стало категорией с растущим числом художников, экспериментирующих с технологиями, такими как видеоарт. Живопись приобрела новое значение в 1980-х и 1990-х годах, о чём свидетельствует рост неоэкспрессионизма и возрождение фигуративной живописи.
К концу XX века ряд художников и архитекторов начали сомневаться в идее «модерна» и перешли к созданию типично постмодернистских работ.

## Течения и школы

### XIX век
- Романтизм — Франсиско Гойя, Уильям Тёрнер, Эжен Делакруа, Каспар Давид Фридрих, Филипп Отто Рунге
- Реализм — Гюстав Курбе, Камиль Коро, Жан Франсуа Милле́, Роза Бонёр
- Маккьяйоли — Джованни Фаттори, Сильвестро Лега, Телемако Синьорини
- Пикториализм (фотография) — Джулия Маргарет Камерон, Оскар Густав Рейландер, Генри Пич Робинсон, Фрэнк Мидоу Сатклиф, Алвин Кобурн, Эдвард Стайхен, Альфред Стиглиц.
- Импрессионизм — Фредерик Базиль, Эдуард Мане, Клод Моне, Огюст Ренуар, Эдгар Дега, Альфред Сислей, Камиль Писсарро
- Постимпрессионизм — Винсент Ван Гог, Поль Гоген и Поль Сезанн, Жорж Сёра, Поль Синьяк, Морис Дени, Поль Серюзье, Пьер Боннар, Тулуз-Лотрек
- Символизм — Гюстав Моро, Одилон Редон, Пюви де Шаванн, Эжен Каррьер, Обри Бердслей, Джордж Фредерик Уоттс, Яцек Мальчевский
- Наби (группа) — Морис Дени, Пьер Боннар, Поль Рансон, Аристид Майоль, Феликс Валлотон
- Модерн, ар-нуво — Поль Гоген, Густав Климт, Фернан Кнопф, Михаиль Врубель, Леон Бакст , Эдвард Мунк
- Пуантилизм — Жорж Сёра, Поль Синьяк, Анри Кросс, Люсьен Писсарро
- Дивизионизм — Гаэтано Превиати, Джузеппе Пеллицца да Вольпедо, Джованни Сегантини

### Начало XX века
- Абстракционизм — Франсис Пикабия, Василий Кандинский, Франтишек Купка, Робер Делоне, Леопольд Сюрваж, Пит Мондриан
- Фовизм — Андре Дерен, Анри Матисс, Морис де Вламинк, Жорж Брак, Кис ван Донген, Амедео Модильяни
- Экспрессионизм (Мост, Синий всадник) — Эрнст Людвиг Кирхнер, Василий Кандинский, Франц Марк, Эгон Шиле, Оскар Кокошка, Эмиль Нольде, Аксель Тёрнеман, Карл Шмидт-Роттлуфф, Макс Пехштайн,  Хаим Саутин
- Футуризм — Джакомо Балла, Умберто Боччони, Карло Карра, Джино Северини, Наталия Гончарова, Михаил Ларионов
- Кубизм — Пабло Пикассо, Жорж Брак, Жан Метцингер, Альберт Глейзес, Фернан Леже, Роберт Делоне, Анри Ле Фоконье, Марсель Дюшан, Жак Вийон, Фрэнсис Пикабиа, Хуан Грис
- Скульптура — Константин Бранкузи, Йожеф Чаки, Александр Архипенко, Раймонд Дюшан-Вийон, Жак Липшиц, Осип Цадкин, Анри Лоренс, Эли Надельман, Хаим Гросс, Хана Орлофф, Яков Эпштейн, Гюстав Миклош
- Орфизм — Робер Делоне, Соня Делоне, Франтишек Купка
- Супрематизм — Казимир Малевич, Александр Родченко, Эль Лисицкий
- Синхромизм — Стэнтон Макдональд-Райт, Морган Рассел
- Школа мусорных вёдер — Эдвард Хоппер, Джон Слоан, Джордж Лакс, Роберт Генри, Эверетт Шинн, Уильям Галкенс

### Между Первой и Второй мировыми войнами
- Дадаизм — Жан Арп, Марсель Дюшан, Макс Эрнст, Фрэнсис Пикабиа, Курт Швиттерс
- Вортицизм — Уиндем Льюис
- Фигуративизм — Анри Матисс, Пьер Боннард
- Де Стейл — Тео ван Дусбург, Пит Мондриан
- Супрематизм — Казимир Малевич, Ольга Розанова, Любовь Попова, Иван Клюн, Надежда Удальцова, Александра Экстер, Николай Суетин, Иван Пуни, Нина Генке, Александр Древин, Александр Родченко
- Конструктивизм — Наум Габо, Густав Клутзис, Эль Лисицкий, Казимир Малевич, Вадим Меллер, Александр Родченко, Владимир Татлин
- Баухауз — Василий Кандинский, Пауль Клее, Йозеф Альберс, Ласло Мохой-Надь, Лионель Файнингер, Йоханнес Иттен, Оскар Шлеммер, Герхард Маркс, Юст Шмидт, Гунта Штольц
- Новое ви́дение (New Vision) — Мохой-Надь, Ман Рэй, Александр Родченко, Альбер Ренгер-Патч
- Метафизическая живопись — Джорджо де Кирико, Карло Карра, Джорджо Моранди
- Сюрреализм — Марк Шагал, Рене Магритт, Жан Арп, Сальвадор Дали, Макс Эрнст, Джорджо де Кирико, Андре Массона, Жоан Миро
- Новая вещественность — Макс Бекман, Отто Дикс, Георг Гросс, Кристиан Шад
- Группа F/64 — Ансель Адамс, Эдвард Вестон, Имоджен Каннингем
- Американский модернизм — Стюарт Дэвис, Марсден Хартли, Джорджия О’Кифф
- Шотландские Колористы — Фрэнсис Каделл, Сэмюэл Пепло, Джордж Хантер, Джон Дункан Фергюссон
- Прецизионизм — Чарльз Шилер, Чарльз Демут
- Скульптура — Александр Колдер, Альберто Джакометти, Гастон Лашез, Генри Мур, Пабло Пикассо, Хулио Гонсалес

### После Второй мировой войны
- Фигуративизм — Бернар Бюффе, Жан Карзу, Морис Буатель, Даниэль Дю Жанере, Клод-Макс Лочу
- Скульптура — Генри Мур, Дэвид Смит, Тони Смит, Александр Колдер, Исаму Ногучи, Альберто Джакометти, сэр Энтони Каро, Жан Дюбюффе, Исаак Виткин, Рене Иче, Марино Марини, Луиза Невельсон, Альберт Врана
- Абстрактный экспрессионизм — Виллем де Кунинг, Джексон Поллок, Ханс Хофман, Франц Клайн, Роберт Мазервелл, Ли Краснер, Джоан Митчелл
- Американские абстрактные художники — Илья Болотовский, Ибрам Лассау, Эд Рейнхардт, Джозеф Альберс, Бургойн Дилер
- Ар брют — Фердинан Шеваль, Фридрих Шрёдер-Зонненштерн, Адольф Вёльфли, Алоиза (Алоиза Корбаз), Огюстен Лесаж, Луи Сутер, Генри Дарджер, Мадж Гилл
- Арте повера — Яннис Коунеллис, Лучано Фабро, Марио Мерц, Пьеро Мандзони, Алигьеро Боэтти, Микеланджело Пистолетто, Джулио Паолини, Джованни Ансельмо, Джузеппе Пеноне, Пино Паскали
- Живопись цветового поля — Барнетт Ньюман, Марк Ротко, Адольф Готлиб, Сэм Фрэнсис, Моррис Луис, Кеннет Ноланд, Джулс Олицки, Элен Франкенталер
- Ташизм — Жан Дюбюффе, Пьер Сулаж, Ханс Хартунг, Людвиг Мерварт
- КОБРА — Пьер Алешинский, Карел Аппел, Асгер Йорн
- Де-коллаж — Вольф Востелл, Миммо Ротелла
- Неодадаизм (Нео-дада) — Роберт Раушенберг, Джаспер Джонс, Джон Чемберлен, Джозеф Бойс, Ли Бонтекоу, Эдуард Кинхольц
- Фигуративный экспрессионизм — Ларри Риверс, Грейс Хартиган, Элейн де Кунинг, Роберт Де Ниро-старший, Лестер Джонсон, Джордж МакНил, Эрл М. Пилгрим, Ян Мюллер, Роберт Бошамп, Боб Томпсон
- Флуксус — Йозеф Бойс, Нам Джун Пайк, Джордж Мачюнас, Терри Райли, Джон Кейдж, Карлхайнц Штокхаузен, Йонас Мекас, Ла Монте Янг, Йоко Оно
- Хеппенинг — Аллан Капроу, Джим Дайн, Клас Ольденбург, Роберт Раушенберг, Рой Лихтенштейн, Нам Джун Пайк, Шарлотта Мурман, Роберт Уитмен, Йоко Оно
- Доу эль Сет — движение, основанное в Барселоне поэтом / художником Джоан Броссой — Антони Тапиес
- Grupo El Paso — основанная в Мадриде художниками Антонио Саура, Пабло Серрано
- Геометрическая абстракция — Василий Кандинский, Казимир Малевич, Надир Афонсу, Манлио Ро, Марио Радиче, Мино Ардженто
- Живопись жёстких контуров — Эльсуорт Келли, Кеннет Ноланд, Джон Маклафлин, Фрэнк Стелла, Эл Хелд, Рональд Дэвис
- Кинетическое искусство — Александр Колдер, Джордж Рики, Наум Габо, Виктор Вазарель
- Ленд-арт — Христо, Ричард Лонг, Роберт Смитсон, Майкл Хайзер
- Автоматисты — Клод Говрё, Жан-Поль Риопелль, Пьер Говро, Фернан Ледук, Жан-Поль Муссо, Марсель Феррон
- Минимализм — Сол Левитт, Дональд Джадд, Дэн Флавин, Ричард Серра, Агнес Мартин
- Постминимализм — Ева Гессе, Брюс Науман, Линда Бенглис
- Лирическая абстракция — Ронни Ландфилд, Сэм Гиллиам, Ларри Зокс, Дэн Кристенсен, Натвар Бхавсар, Ларри Пунс
- Неофигуративизм — Фернандо Ботеро, Антонио Берни
- Неоэкспрессионизм — Георг Базелитц, Ансельм Кифер, Йорг Иммендорфф, Жан-Мишель Баския
- Трансавангард — Франческо Клементе, Миммо Паладино, Сандро Чиа, Энцо Кучи
- Свободная фигуративность — Эрве Ди Роза, Франсуа Буаронд, Роберт Комбас
- Новый реализм — Ив Клейн, Пьер Рестани, Арман
- Оптическое искусство — Виктор Вазарели, Бриджит Райли, Ричард Анушкевич, Джеффри Стил
- Фотореализм — Одри Флэк, Чак Клоуз, Дуэйн Хэнсон, Ричард Эстес, Малкольм Морли
- Поп-арт — Ричард Гамильтон, Роберт Индиана, Джаспер Джонс, Рой Лихтенштейн, Роберт Раушенберг, Энди Уорхол, Эд Руша, Дэвид Хокни
- Послевоенный европейский фигуративизм — Лукиан Фрейд, Фрэнсис Бэкон, Франк Ауэрбах, Герхард Рихтер
- Новая европейская живопись — Люк Туйманс, Марлен Дюма, Нео Раух, Браха Эттингер, Микаэль Борреманс, Крис Офили
- Живопись фигурного холста — Фрэнк Стелла, Кеннет Ноланд, Рон Дэвис, Роберт Мангольд.
- Советское изобразительное искусство — Александр Дейнека, Александр Герасимов, Илья Кабаков, Комар и Меламид, Александр Жданов, Леонид Соков
- Спациализм — Лучо Фонтана
- Дюссельдорфская школа фотографии — Андреас Гурски, Кандида Хефер, Томас Штрут, Йорг Сассе, Аксель Хютте, Эльгер Эссер.
- Видео-арт — Нам Джун Пайк, Вольф Востелл, Джозеф Бойс, Билл Виола
- Виженари арт — Эрнст Фукс, Поль Лаффоли, Майкл Боуэн

## Крупнейшие выставки и музеи изобразительного искусства

### Бельгия
- Музей современного искусства (SMAK), Гент

### Бразилия
- Museu de Arte de São Paulo, Сан-Паулу
- Музей современного искусства в Сан-Паулу, Сан-Паулу
- MAM/RJ, Рио-де-Жанейро
- MAM/BA, Сальвадор

### Великобритания
- en:Estorick Collection of Modern Italian Art, Лондон
- Галерея Саатчи, Лондон
- Британская галерея Тейт, Лондон
- Галерея Тейт Ливерпуль
- Современная галерея Тейт, Лондон
- Тейт Сент-Айвс

### Германия
- documenta, Кассель, выставка проходит каждые пять лет
- Музей Людвига, Кёльн
- Пинакотека современности, Мюнхен

### Индия
- en:National Gallery of Modern Art — Нью-Дели,
- en:National Gallery of Modern Art — Мумбай,
- en:National Gallery of Modern Art — Бангалор,

### Испания
- Музей современного искусства (Барселона), Барселона
- Центр искусств королевы Софии, Мадрид
- Музей Тиссена-Борнемисы, Мадрид
- en:Institut Valencià d'Art Modern, Валенсия
- Атлантический центр современного искусства, Лас-Пальмас-де-Гран-Канария

### Иран
- Тегеранский музей современного искусства, Тегеран

### Италия
- Венецианская биеннале, Венеция
- Римский музей современного искусства (MACRO)
- Национальный музей искусств XXI века, Рим (MAXXI)
- Выставочный дворец (Рим)
- Национальная галерея современного искусства (Рим)
- Палаццо Питти, Флоренция

### Катар
- Матхаф: Арабский музей современного искусства, Доха

### Колумбия
- Музей современного искусства, Богота

### Мексика
- Музей современного искусства (Мехико), Мехико

### Нидерланды
- Музей Винсента Ван Гога, Амстердам
- Городской музей (Амстердам), Амстердам

### Норвегия
- Музей современного искусства Аструп-Фернли, Осло
- Центр искусств Хени-Унстад, Осло

### Румыния
- National Museum of Contemporary Art, Бухарест

### Россия
- Эрмитаж, Санкт-Петербург
- Музей изобразительных искусств имени А. С. Пушкина, Москва
- Государственная Третьяковская галерея, Москва
- Мультимедиа Арт Музей (МАММ), Москва
- Музей современного искусства «Гараж», Москва

### Сербия
- Музей современного искусства (Белград), Белград

### Тайвань
- en:Asia Museum of Modern Art, Тайчжун

### США
- Нью-Йоркский музей современного искусства (MOMA)
- Художественная галерея Олбрайт-Нокс, Буффало
- Чикагский институт искусств, Чикаго
- Музей Соломона Гуггенхейма, Нью-Йорк, и Венеция
- Музей искусств Хай, Атланта
- Музей искусств округа Лос-Анджелес, Музей искусств округа Лос-Анджелес
- en:McNay Art Museum, Сан-Антонио
- en:Menil Collection, Хьюстон
- Музей изящных искусств (Бостон), Бостон
- Нью-Йоркский музей современного искусства, Нью-Йорк
- Музей современного искусства Сан-Франциско (SFMOMA), Сан-Франциско
- The Baker Museum, Неаполь, Флорида
- Центр искусств Уокера, Миннеаполис
- Музей американского искусства Уитни, Нью-Йорк

### Финляндия
- Музей современного искусства Киасма, Хельсинки
- Музей Атенеум, Хельсинки
- EMMA, Эспоо

### Франция
- Музей современного искусства метрополии Лилля, Villeneuve d'Ascq
- Музей Орсе, Париж
- Музей современного искусства (Париж), Париж
- Государственный музей современного искусства (Париж), Париж
- Музей Пикассо (Париж), Париж
- Museum of Modern and Contemporary Art, Страсбург
- Музей Пикассо (Париж)

### Хорватия
- en:Ivan Meštrović Gallery, Сплит (город)
- Современная галерея (Загреб)
- Музей современного искусства (Загреб)

### Швеция
- Музей современного искусства (Стокгольм), Стокгольм

### Эквадор
- en:Museo Antropologico y de Arte Contemporaneo, Гуаякиль
- en:La Capilla del Hombre, Кито